# Jimena (kommun)
Jimena är en kommun i Spanien.   Den ligger i provinsen Provincia de Jaén och regionen Andalusien, i den södra delen av landet, 290 km söder om huvudstaden Madrid. Antalet invånare är 1 399. Arean är 48 kvadratkilometer. Jimena gränsar till Baeza och Albanchez de Mágina. 
Terrängen i Jimena är varierad.